# Etta Place
Etta Place (født ca. 1878, ukendt dødsår) ledsagede de amerikanske forbrydere Robert LeRoy Parker, alias Butch Cassidy, og Harry Alonzo Longabaugh, alias Sundance Kid. De tre var medlemmer af den fredløse bande kendt som Butch Cassidy's vilde bande. Hun var primært Longabaughs veninde. Lidet vides om hende; både hendes oprindelse og hendes skæbne forbliver ukendt.
Ifølge et memorandum fra Pinkerton Detective Agency, dateret 29. juli 1902, var hun "efter sigende ... fra Texas", og i et andet Pinkerton-dokument dateret 1906 beskrives hun som værende "27 til 28 år gammel", hvilket placerede hendes fødsel i 1878 eller 1879. En hospitalsjournal fra Denver, hvor hun modtog behandling i maj 1900, angiver hendes alder som "22 eller 23", hvilket placerer hendes fødselsår som 1877 eller 1878.
Ligesom Etta Places historie er hendes navn noget tvetydigt. "Place" var Longabaughs mors pigenavn (Annie Place), og hun er optaget i forskellige kilder som Mrs. Harry Longabaugh eller Mrs. Harry A. Place. I det eneste tilfælde, hvor hun vides at have underskrevet sit navn, gjorde hun det som "Mrs. Ethel Place". Pinkerton-detektiverne kaldte hende "Ethel", "Ethal", "Eva" og "Rita", før de endelig lagde sig fast på "Etta" på deres efterlysningsplakater.
I 1909 bad en kvinde, der matchede Places beskrivelse, Frank Aller (amerikansk vicekonsul i Antofagasta, Chile) om hjælp til at få en dødsattest for Longabaugh. En sådan attest blev ikke udstedt, og kvindens identitet blev aldrig fastslået.
Larry Pointer, forfatteren til bogen In Search of Butch Cassidy fra 1977, skrev, at Places identitet og skæbne er "en af de mest spændende gåder i western-historien. Ledetråde udvikler sig kun for at blive opløst i tvetydighed."

## Medieskildringer
- I filmen Butch Cassidy and the Sundance Kid fra 1969 er Etta Place fremstillet som en skolelærer. Manuskriptforfatter William Goldman var skeptisk overfor påstande om, at Place var en prostitueret; han mente, at hun var for attraktiv og livlig til at have arbejdet som prostitueret, et erhverv, der havde en tendens til at ælde kvinder for tidligt og ødelægge deres helbred.[4] Place blev portrætteret i filmen af Katharine Ross, som fik en BAFTA-pris (bedste kvindelige hovedrolle) i 1970 for sin præstation.
- Elizabeth Montgomery spillede Etta Place i Mrs. Sundance, en stærkt fiktionaliseret tv-film fra 1974.[5]
- Katharine Ross gentog sin rolle som Etta Place i Wanted: The Sundance Woman, en fiktionaliseret tv-film fra 1976. [6]
- I tv-filmen The Gambler V: Playing for Keeps fra 1994 spilles Etta Place af Mariska Hargitay.
- I tv-filmen fra 2004 The Legend of Butch & Sundance portrætterer Rachelle Lefevre Etta Place.
- Etta Place blev spillet af Dominique McElligott i 2011-filmen Blackthorn.
- Etta Place var den centrale figur i Etta: A Novel af Gerald Kolpan, udgivet i 2009 af Ballantine Books.[7]